# Ayguemorte-les-Graves
Ayguemorte-les-Graves is een gemeente in het Franse departement Gironde (regio Nouvelle-Aquitaine). De plaats maakt deel uit van het arrondissement Bordeaux. Ayguemorte-les-Graves Ambès telde op 1 januari 2022 1.402 inwoners.

## Geografie
De oppervlakte van Ayguemorte-les-Graves bedroeg op 1 januari 2022 6,33 vierkante kilometer; de bevolkingsdichtheid was toen 221,5 inwoners per km².

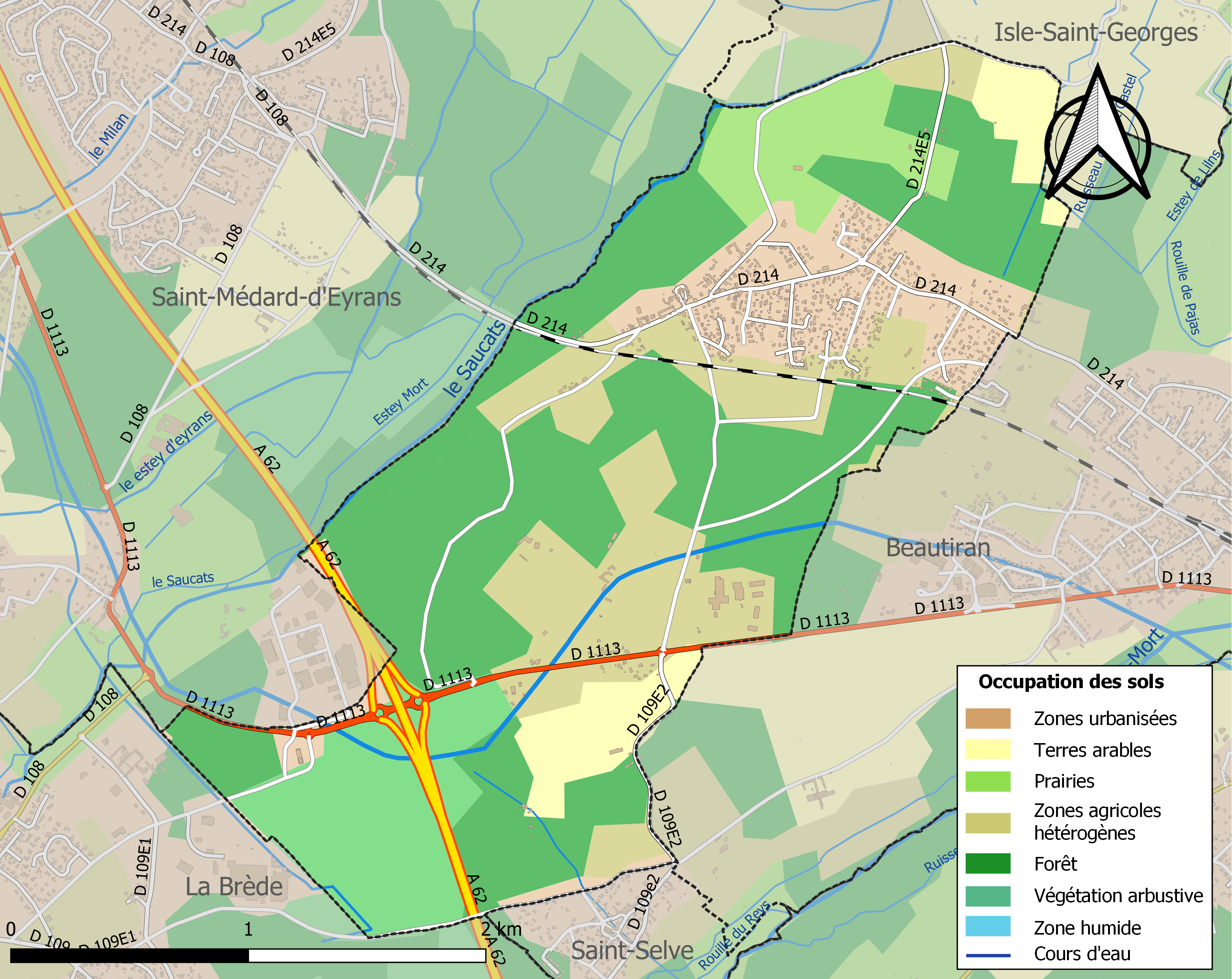
Kaart van de gemeente met belangrijkste infrastructuur, bodemgebruik en omliggende gemeenten

## Demografie
Onderstaande figuur toont het verloop van het inwonertal (bron: INSEE-tellingen).